# Луций Юлий Вестин
Луций Юлий Вестин (на латински: Lucius Iulius Vestinus) e конник, политик и сенатор на Римската империя през 1 век по времето на римския император Нерон (54 – 68).
Фамилията му произлиза от Виен в Нарбонска Галия. През 59 – 62 г. Вестин е префект (praefectus Aegypti), управител на римската провинция Египет след Тиберий Клавдий Балбил и е сменен от Гай Цецина Туск.
Той е баща на Марк Юлий Вестин Атик (консул 65 г.), който се жени за Стацилия Месалина.